# 李茂勲
李 茂勲（り ぼうくん、生没年不詳）は、唐代の軍人。盧龍軍節度使。鉄勒同羅部の阿布思の末裔にあたる。

## 経歴
盧龍軍節度使の張仲武が回鶻を破ると、茂勲は同羅部の侯王とともに唐に降った。茂勲は騎射を得意とし、その性格は沈着かつ剛毅であり、張仲武に器量を認められた。つねに辺境開拓に派遣され、功により郡王に封じられ、姓名を賜った。
乾符2年（875年）、茂勲は盧龍軍の宿将の陳貢言を謀殺した。さらに節度使の張公素を追放して留後を自称した。朝廷に盧龍軍節度使として追認された。乾符3年（876年）、子の李可挙を節度留後とした。乾符4年（877年）、尚書左僕射として致仕した。

## 伝記資料
- 『旧唐書』巻180 列伝第130
- 『新唐書』巻212 列伝第137